# پنجره‌های نیمه‌باز
پنجره‌های نیمه‌باز (به ارمنی: Կիսաբաց լուսամուտներ) (به انگلیسی: Half-Opened Windows) تاک شو ارمنستانی است که از سال ۲۰۱۰ تا کنون توسط هراچ مورادیان تهیه و اجرا می‌شود؛ و به عنوان بهترین تاک شو ارمنستان در سال ۲۰۱۱ برگزیده شد.